# Finn Frandsen
Finn Frandsen (født 14. januar 1956 i Holstebro) er en dansk kommunikationsforsker. Han er uddannet fra Aarhus Universitet, først som cand.mag. i fransk og idéhistorie og senere som mag.art. i romansk filologi (fransk og italiensk). Han har siden 1987 været ansat ved Handelshøjskolen i Aarhus, i dag Aarhus Universitet. I 2004 blev han ansat som professor i virksomhedskommunikation. Fra 2001 til 2016 var han leder af Center for Virksomhedskommunikation.  
I slutningen af 1990'erne begyndte han at at forske i organisatoriske kriser, kriseledelse og krisekommunikation, som i dag er hans primære forskningsområde. Han har været med til at udvikle teorien om den Retoriske Arena og den såkaldte multivokale tilgang til krisekommunikation, ligesom han har forsket i intern krisekommunikation, visuel krisekommunikation, kommunikationsbureauers kriserådgivning og brancheorganisationers krisekommunikation. Sammen med Winni Johansen har han bl.a. udgivet: Krisekommunikation (2007), Organizational Crisis Communication: A Multivocal Approach (2017) og Crisis Communication (Handbooks of Communication Science series HOCS) (2019).  
Inden Finn Frandsen begyndte att forske i krisekommunikation studerede han avisernes og journalisternes sprogbrug og tekstnormer. Inspireret af den franske litteraturforsker Gérard Genette og hans begreb om tekstens 'tærskler' (Seuils, 1987) udarbejdede han en teori om avisens paratekst. Teorien omfatter den journalistiske parateksts status (homo-referentialitet versus hetero-referentialitet), struktur (den individuelle avisartikels paratekst versus hele avisens globale paratekst) og funktion (metakommunikativ funktion versus interpretativ funktion) (Frandsen, 1991). I centrum for teorien står opfattelsen af tekster som mere heterogene, end tekstlingvistikken og diskursanalysen traditionelt har antaget. I samme periode arbejdede han tillige med angelsaksisk genreteori, der blev anvendt til studiet af tekstgenrer inden for international markedskommunikation (Frandsen, Johansen & Nielsen, 1997). 
Sideløbende med sit arbejde som tekst-, medie- og kommunikationsforsker har Finn Frandsen studeret og gjort franske og italienske filosoffer og forfattere som f.eks. Jean-Paul Sartre, Louis Althusser, Jean Baudrillard, René Girard og Gianni Vattimo tilgængelige for et dansk publikum i form af oversættelser og introduktioner som f.eks. Jean-François Lyotards Viden og det postmoderne samfund (1979; da. overs. 1982) og Filosofiske forskydninger (1989; redigeret sammen med N. Brügger), der senere er udkommet på fransk under titlen Lyotard, les déplacements philosophiques (1993; redigeret sammen med N. Brügger og D. Pirotte). Finn Frandsen har også studeret dansk filosofi, ikke mindst Søren Kierkegaard (Denne slyngelagtige eftertid I-III, 1995; redigeret sammen med O. Morsing), og for semiotik, ikke mindst Umberto Eco (Umberto Eco og semiotikken, 2000). 
Finn Frandsen har været gæsteprofessor ved ICN Business School (Nancy, Frankrig), Lunds Universitet (Helsingborg, Sverige), BI Norwegian Business School (Oslo, Norge), Inland University (Rena, Norge), Aalto Business School (Helsinki, Finland), Dakar Business School (Dakar, Senegal), Università della Svizzera Italiana (Lugano, Schweiz), Université Catholique de Louvain (Louvain-la-Neuve, Belgien) og University of California, Santa Barbara.   
Han er medlem af Advisory Board for European Communication Monitor samt Corporate Communication International, Baruch College, CUNY, USA. Han har tillige været medlem af bestyrelsen for Dansk Kommunikationsforening. Han er Regional Editor for Corporate Communications: An International Journal samt medlem af Editorial Board for Journal of Communication Studies, Sign: An International Journal, Public Relations Review og Sakprosa. Han er medlem af programrådet for Folkeuniversitetet i Aarhus.   
Finn Frandsen har været klummeskribent for Information og Jyllands-Posten. Hans klummer fra sidstnævnte dagblad blev i 2014 udgivet under titlen Åh, business... Klummer og andre korte tekster om organisationernes samfund (2004-2014). 
Finn Frandsen blev udnævnt til Ridder af Dannebrog i 2015. 

## Udvalgte publikationer
- Organizational Crisis Communication: A Multivocal Approach. /Frandsen, Finn; Johansen, Winni.. London: Sage, 2017, 280 sider.
- Entering New Territory : The Study of Internal Crisis Management and Crisis Communication in Organizations. / Johansen, Winni ; Aggerholm, Helle Kryger ; Frandsen, Finn. I: Public Relations Review, Vol. 38, Nr. 2, 2012, s. 270-279.

- Rhetoric, Climate Change, and Corporate Identity Management. / Frandsen, Finn ; Johansen, Winni. Management Communication Quarterly, Vol. 25, Nr. 3, 2011, s. 511-530.

- The Study of Internal Crisis Communication : Towards an Integrative Framework. / Frandsen, Finn ; Johansen, Winni. Corporate Communications, Vol. 16, Nr. 4, 2011, s. 347-361.

- Why a Concern for Apologia and Crisis Communication?. / Coombs, W. Timothy ; Frandsen, Finn ; Holladay, Sherry J. ; Johansen, Winni. I: Corporate Communications, Vol. 15, Nr. 4, 2010, s. 337-349.

- Krisekommunikation. Når virksomhedens image og omdømme er truet Johansen, Winni ; Frandsen, Finn. Frederiksberg: Samfundslitteratur, 2007. 388 sider.

- Umberto Eco og semiotikken. / Frandsen, Finn. Århus : Aarhus Universitetsforlag, 2000.

- International markedskommunikation i en hypermoderne verden. / Frandsen, Finn ; Johansen, Winni ; Nielsen, Anne Ellerup. Hans Reitzels Forlag A/S, 1997.

- Medierne og sproget. / Frandsen, Finn. Aalborg : Aalborg Universitetsforlag, 1996. 181 sider.

- Denne slyngelagtige Eftertid. Tekster om Søren Kierkegaard I-III. / Frandsen, Finn ; Morsing, Ole. Århus : Forlaget Slagmark, 1995.

- Filosofiske forskydninger. / Frandsen, Finn ; Brügger, Niels. København : Akademisk, 1989. 216 s.

## Eksterne kilder og henvisninger
2. T. Thellefsen & B. Sørensen (red.). Livstegn - Encyklopædi semiotik, 2007.